# 让·黎施潘

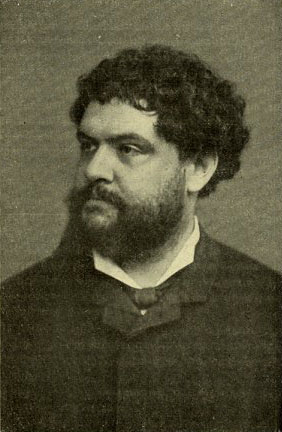
让·黎施潘

让·黎施潘（Jean Richepin，1849年2月4日—1926年12月12日），法國詩人，小说、戏剧作家。
让·黎施潘为軍醫之子，生於阿爾及利亞的麦迪亚。1868年考入巴黎高等師範學校﹐獲得文學碩士學位。普法戰爭期間，曾加入反侵略游擊隊。此後生活放蕩不羈，曾當過記者﹑水手﹑碼頭工人等。1873年创作了劇作《星星》（L'Étoile）。1876年，出版詩集《窮途潦倒之歌》（Chanson des gueux）﹐因其中一些詩篇內容狂放，被法庭以“有傷風化”罪名判处拘禁一月，并一举成名。 
黎施潘成名後﹐接連發表了《撫摸》（Les Caresses，1877年）﹑《詛咒》（Les Blasphèmes，1884年）等詩集。1908年﹐黎施潘當選法蘭西學术院院士。